# بشير مؤمن كافاتكار

## ===السيد بشير قمر الدين مؤمن===
كان السيد بشير مؤمن (1 مارس 1947 - 12 نوفمبر 2021)، المعروف أيضًا باسم مؤمن كفاتكار، شاعرًا وكاتبًا ماراثيًا شهيرًا، اشتهر بتشجيعه النظافة والتعليم والإصلاحات الاجتماعية من خلال أعماله الأدبية. وشملت أعماله رفع مستوى الوعي العام لمعالجة قضايا مثل نظام المهور، وقتل الأجنة الإناث، وإدمان الكحول، والتمسك الأعمى بالخرافات.  ألّف العديد من الأغاني الدينية (أغاني البهاكتي/الأراتي) التي تمجد آلهة محلية مشهورة. ارتبط ارتباطًا وثيقًا بالفنون الأدائية التقليدية في ماهاراشترا، مثل تاماشا، لما يقرب من خمسين عامًا، داعمًا فرق تاماشا المتنوعة بتزويدها بأغانٍ شعبية مثل "لافاني" و"غان غافالان" و"بيديك" ومسرحيات قصيرة بعنوان "فاجا-ناتيا". تقديرًا لإسهاماته في الفنون الشعبية والأدب والثقافة، مُنح جائزة فيثاباي نارايانجاكار للإنجاز مدى الحياة، وهي أعلى جائزة حكومية تمنحها حكومة ماهاراشترا.

## الحياة المبكرة
وُلد السيد بشير مؤمن لعائلة من النساجين في الأول من مارس عام ١٩٤٨ في كافاثي، وهي قرية صغيرة تقع في غرب ولاية ماهاراشترا، وهي قرية تعاني من الجفاف. وبفضل رعاية إمبراطورية المراثا منذ أواخر القرن الثامن عشر، ازدهرت القرية في مجال الحرف والفنون الأدائية، وأصبحت موطنًا للعديد من الفنانين المرتبطين بفنون جاغران جوندال وبهارود وتاماشا (وهي فنون شعبية محلية). تعلق السيد مؤمن تدريجيًا بهؤلاء الفنانين منذ صغره، حيث نشأ وهو يشاهدهم يؤدون عروضهم في الفعاليات المحلية وخلال تدريباتهم على المسرح.
أكمل مؤمن كواثيكار تعليمه في مدرسة متوسطة ماراثية. وبسبب عدم وجود مدرسة ثانوية عليا في القرية، كان على جميع الطلاب السير مسافة ١٠ كيلومترات إلى قرية قريبة تُدعى لوني دهماني. وبسبب مشاكل صحية، ترك المدرسة بعد إتمامه الصف الثامن وبدأ بمساعدة أسرته في العمل.

## ==مسيرته الفنية==
كتب السيد مؤمن أغنيته الأولى في سن الحادية عشرة. لاقت الأغنية استحسانًا كبيرًا من الجمهور عندما قدمها في حفل مدرسته، مما ألهمه لمواصلة تطوير مهاراته الكتابية. في سن مبكرة، انضم إلى فرقة تاماشا التابعة لغانغارام كافاتيكار، حيث اكتسب فهمًا أعمق لتوقعات الجمهور الريفي، وتفضيلاتهم الترفيهية، والصعوبات التي يواجهها الفنانون/الفرق/الفنانون. في أوقات فراغه، كتب أبياتًا قصيرة وأغانٍ شعبية مثل "لافاني" وأنواعًا أخرى من الموسيقى التي عُرضت في عروض تاماشا. حظيت أغانيه الشعبية ومسرحياته القصيرة بإعجاب الجمهور، وأصبحت أعماله شائعة في المناطق الريفية. وقد أكسبته شعبية أغانيه إشادة واسعة، وبدأ العديد من مشغلي فرق تاماشا يتوافدون إلى كافاتي (مسقط رأسه) لتلقي أغاني أو مسرحيات جديدة. تعاون مع فرق تاماشا أخرى مثل كالهو بهالو كوالابوركار، وراجوفير خيدكار وكونتباي ساتاركار، وأمان تامبا، ولاكشمان تاكالكاري، وداتا ماهاديك بونكار. ومع ذلك، لم يتقاضى أي رسوم أو عائدات من هؤلاء المشغلين مقابل الأغاني أو النصوص التي قدمها لهم. كما مثّل السيد مومين في مسرحيات قصيرة (فاج ناتيا) ودراما. وكان له شرف لعب أدوار الملك شيفاجي في فيدات ماراثي فير دودالي سات ونيتاجي بالاكار، وكذلك الإمبراطور المغولي العظيم أورنجزيب في بهانجالي سوابنا ماهاراشترا (الحلم المكسور في ماهاراشترا)، والتي قدمتها مجموعة ناتيا زانكار في بهارات ناتيا ماندير في بوني خلال السبعينيات.  اكتسبت المسرحيات القصيرة التي كتبها، والتي تهدف إلى نشر الوعي حول الإيدز أو مكافحة الأمراض الاجتماعية السائدة مثل المهر والأمية، استحسانًا عامًا. مع ظهور التلفزيون والراديو والفيديو بدأت مشاريع تاماشا، التي تعتمد على أشرطة الكاسيت والكابل، تواجه صعوبات بسبب انخفاض الإيرادات. خلال هذه المرحلة، عمل على خيارات الرقمنة وأصدر بعض الأسطوانات الموسيقية المدمجة. كما وجّه العديد من الفرق الموسيقية وشركات التشغيل للتكيف مع التغيرات التكنولوجية الجديدة لأغراض التسويق. كما ألّف أغاني للفيلم الماراثي "VIP Jadhao" والفيلم المرتقب "Bhausha Dhaka".
توفى مومين كاوثيكار في بوني في 12 نوفمبر 2021، بعد مسيرة مهنية طويلة ومتميزة امتدت لخمسة عقود. 
كتب كافاتيكار أكثر من 4000 أغنية شعبية والتي تم أداؤها/يتم أداؤها من قبل فنانين محليين على مر السنين. كتب مجموعة واسعة من الأغاني مثل "لافاني"، "جان"، "جافلان"، "قصائد"، "أغاني دينية" و"أغاني حول القضايا الاجتماعية/ الإصلاحات". ساعدت أغانيه الشعبية وأغاني لافاني في الحفاظ على شعبية الفن الشعبي في ماهاراشترا "تاماشا" لأكثر من نصف قرن.  ساعد استخدامه لأساليب السرد الفولكلوري في نشر أعماله وجعلها مفهومة ومتاحة لعامة الناس والمجتمعات. لقد كتب مسرحيات مستندة إلى شخصيات وأحداث تاريخية. وقد كتب قصصًا قصيرة ومسرحيات شوارع وأغانٍ حول موضوعات اجتماعية مثل "برنامج Praudh Saksharta Abhiyan - برنامج مهمة محو الأمية الوطنية "، و"Gram Swachchta Abhiyan & Swatch Bharat Abhiyan - حملة الصرف الصحي والنظافة من قبل الحكومة"، و"التوعية بالإيدز"، و"التأثير السيئ للمهر"، و"قتل الأجنة الإناث"، و"إدمان الكحول" وما إلى ذلك، وقدمها/أداها في جميع أنحاء المناطق الريفية في ماهاراشترا. 

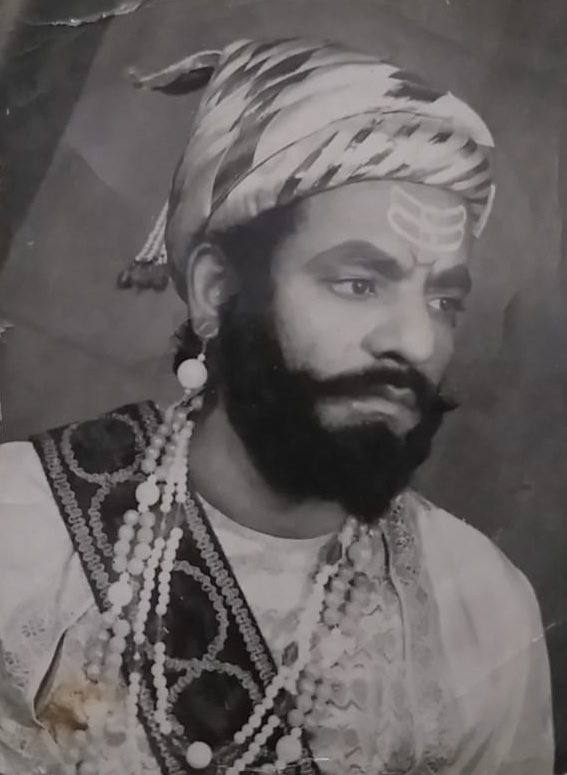
مؤمن كافاتكار يلعب دور تشاتراباتي شيفاجي مهراج في الدراما الماراثية فيدات ماراثي فير دودالي سات

###### الجوائز والتقديرات===

حصول بشير مؤمن كافاتكار على جائزة "فيثاباي نارايانجافكار جيفان غوراف بوراسكار" في عام 2018

- "جائزة Vithabai Narayangaonkar Lifetime Achievement (2019)".[10] أعلى جائزة ثقافية من حكومة ماهاراشترا

- "جوائز تقديرية خاصة من منظمة ساتيا شوداك ماندال الإسلامية (2019)"[11]

- "جائزة جوبيناث موندي للإنجاز مدى الحياة (٢٠١٨)"[12][13][14] - تم استلامه على يد رئيس وزراء ولاية ماهاراشترا شري بريثفيراج تشافان.

- "جائزة GRand Socail، بيون (2013) "<ref>" جميع الحقوق محفوظة "هيرو" - سلسلة جاكي، "برابهات"، بوني، 3 نوفمبر 2011. - مُنحت من قِبل نجم بوليوود السينمائي جاكي شروف.

- "جائزة مكافحة إدمان الكحول (2003)" - بوني زيلا باريشاد (حكومة ماهاراشترا)، مُنحت من قِبل رئيس وزراء ولاية ماهاراشترا السيد أجيت باوار.

- "جائزة جوويكار، مومباي (1980). ""أُعلنت نتائج المسابقة الأدبية على مستوى الولاية"، ساكال، مومباي، 22 أكتوبر 1980. تم استلامه على يد ممثل السينما الهندية Shri Amol Palekar[15]